# Яна Маринова
Яна Маринова е българска актриса и продуцентка.

## Биография
Родена е на 17 август 1978 г. Завършва спортното училище „Славия“, 10 години е тренирала лека атлетика. Получава висше икономическо образование в Университета за национално и световно стопанство, актьорско образование в Lee Strasberg Theater & Film Institute в Лос Анджелис, магистър е по „Театър и общество“ в Нов български университет.
Тя е сценаристка и продуцентка на български и международни продукции за кино, телевизия и театър. Собственичка е на SPIRIT PRODUCTION HOUSE. В качеството си на актриса участва в български и международни игрални и серийни филми, театрални постановки, както и в телевизионни реалити формати. Участва и като каскадьорка в международни продукции.

## Филмография
- Хотел „България“ (2004) – Калина
- Lake Placid 2 (2007) (TV) – Шарън
- Людмил и Руслана БНТ (2008), 6 серии – Вероника
- The Immortal Voyage of Captain Drake (2009) (TV) – Оракул
- Star Runners (2009) (TV) – Старк
- Annihilation Earth (2009) – Клариса
- Lasko – Die Faust Gottes – съпругата на Арес (1 епизод, 2009)
- Забранена любов (2009) – Ева Захариева
- Стъклен дом (2010) – Елена Атанасова, пиар на мола
- True Bloodthirst (2012) – Каси
- Supercollider (2013) – Д-р Фрънг
- Фамилията (2013) – Лора Арнаудова, дъщеря на Борис Арнаудов
- Живи легенди (2014) – Моника, танцьорка на пилон
- Лабиринти на любовта (2015), („Лабиринты любви“) – България, Русия – Мария
- Връзки (2015) – Ясмина Михайлович
- 11А (2016) – Лина Николова
- Сигурност/Security (2017)
- Привличане (2018) – Лора Ангелова[3][4]
- Преспав (2018 – 2019) (МРТ 1), 80 серии (Prespav) – Преслава Каменова, управител на хотел 3 сезон
- Диви и щастливи (2019)
- Екшън (2019) - секретарка
- Като за последно (2021) – сестра Иванова
- Чудовища (2022) – Ана
- С река на сърцето (2022) – Мики
- Игра на доверие (2023) – Даниела

## Телевизия и театър
- Мисис България (2004) – носителка на титлата
- Елегантно (2005 – 2007) – водеща
- Сървайвър (2008) – участник
- Облак Рай (2010) – режисьор Богдан Петканин – в ролята на Валя
- Смях в залата (от 2012 г.) режисьор Асен Блатечки – в ролята на Вики Аштън (Бруки)
- Шоуто на Слави (2013) – гост актьор
- Гласът на България (2013) – водеща
- Престъпления на сърцето (2013) – режисьор Богдан Петканин – в ролята на Лени
- И аз го мога (2015) – участник
- Пуканки (от 2015 г.) – режисьор Асен Блатечки – в ролята на Брук
- Маскираният певец (2020) – гост-детектив
- Като две капки вода (2023) – участник
- Куци ангели (Владо Трифонов) (2023) - художничката Яна Николова Гуглева - Гуглето